# Kijk eens diep in mijn ogen
Kijk eens diep in mijn ogen is een Nederlandstalige duet van de Belgische artiesten Willy Sommers en Wendy Van Wanten uit 1991.
Het nummer verscheen op het album Verliefd uit 1991 van Wendy Van Wanten.